# Antiemetik
Ántiemétik je zdravilo ali učinkovina, ki preprečuje bruhanje.

## Predstavniki
Obstajajo različne antiemetične učinkovine, ki se uporabljajo pri različnih bolezenskih stanjih, ki jih spremljata slabost in bruhanje:
- zaviralci receptorja H1
  - cinarazin
  - ciklizin
  - dimenhidrinat
  - prometazin ...
- antagonisti muskarinskih receptorjev
  - hioscin
- antagonisti serotonina
  - ondansetron
  - granisetron
  - tropisetron
- fenotiazini:
  - klorpromazin
  - proklorperazin
  - trifluoperazin
  - tietilperazin
- metoklopramid
- kanabinoidi
  - nabilon
- steroidni antiemetiki:
  - deksametazon
  - metilprednisolon
- drugi:
  - nefenotiazidni antipsihotiki: haloperidol, droperidol
  - antagonisti dopaminskega receptorja D2: domperidon

### Zaviralci receptorja H1
Zaviralci receptorja H1 se kot zdravila uporabljajo za različne indikacije (npr. proti alergijskim reakcijam, kot pomirjevala), nekateri, npr. ciklizin, dimethidrinat, cinarazin, pa izkazujejo tudi antiemetični učinek ter se uporabljajo zlasti proti potovalni slabosti. Učinkujejo tudi roti slabosti, ki jih določene snovi povzročajo z lokalnim delovanjem v želodcu, niso pa učinkoviti proti slabosti in bruhanju, ki sta povzročena neposredno v osrednjem živčevju. Prometazin je učinkovit tudi proti jutranji slabosti pri nosečnosti. Najbolj so učinkoviti, če se zaužijejo pred nastopom slabosti in bruhanja. V mehanizmu antiemetičnega delovanja naj bi imel pomembno vlogo antimuskarinski učinek.

### Hioscin
Hioscin spada med antagoniste muskarinskih receptorjev in se uporablja proti slabosti in bruhanju pri motnjah srednjega ušesa ali zaradi dražljajev v želodcu, ni pa učinkovit proti snovem, ki delujejo na osrednje živčevje. Najučinkovitejši je proti potovalni slabosti, še posebej pri uporabi preden se slabost pojavi. Antiemetični učinek doseže vrhunec 2 do 3 ure po zaužitju. Na voljo so tudi transdermalni obliži. Najpogostejša neželena učinka sta omotica in suha usta; neželeni učinki, kot sta zamegljen vid in zastajanje seča, se pri odmerkih, ki se uporabljajo za antiemetični učinek, se pojavijo redko.

### Kanabinoidi
V sedemdesetih in osemdesetih letih 20. stoletja so dokazali, da so kanabinoidi vsaj tako učinkoviti antiemetiki kot antagonisti dopaminskega receptorja D2, ki so se v tistem času veliko uporabljali kot antiemetiki. Danes se kot zdravilo proti slabosti in bruhanju zaradi kemoterapije uporabljata sintetična kanabinoida dronabinol in njegov analog nabilon. Mehanizem antiemetičnega delovanja ni poznan, vendar se kanabinoidi vežejo na opioidne receptorje v osrednjem živčevju in morda na ta način posredno zavira center za bruhanje. Kljub učinkovitosti ostaja uporaba kanabinoidov v medicinske namene omejena zaradi njihovih psihoaktivnih učinkov na osrednje živčevje, prizadenejo pa tudi srčnožilni sistem (tahikardija), dihala (bronhodilatacija), skeletno mišičje (mišična relaksacija) in prebavila (zmanjšana peristaltika).